# 배천 김씨
배천 김씨(白川 金氏)는 황해남도 배천군을 본관으로 하는 한국의 성씨이다.
시조 김선(金善)은 김알지의 후손으로, 조선의 전라좌수사를 역임했다.

## 참고 자료
- “배천김씨(白川金氏)”. 뿌리를 찾아서.[깨진 링크(과거 내용 찾기)]